# مارغريت من بورغندي

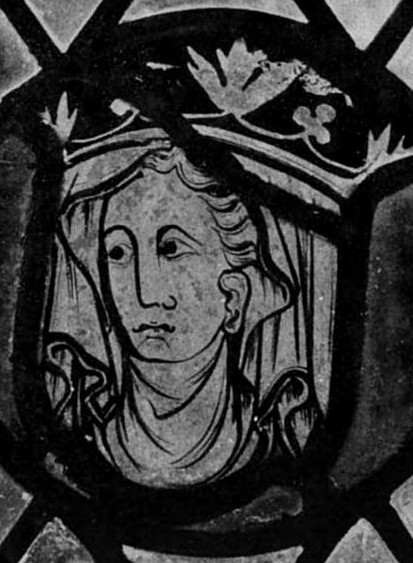
مارغريت من بورغندي، ملكة صقلية

مارغريت من بورغندي (بالفرنسية: Marguerite de Bourgogne) (ولدت 1250 - 4 سبتمبر 1308) الزوجة الثانية لشارل الأول ملك صقلية وبالزواج ملكة صقلية القرينة.